# Demonax unidenticornis
Demonax unidenticornis är en skalbaggsart som beskrevs av Hayashi 1974. Demonax unidenticornis ingår i släktet Demonax och familjen långhorningar.
Artens utbredningsområde är Taiwan. Inga underarter finns listade i Catalogue of Life.